# 拉多斯拉夫

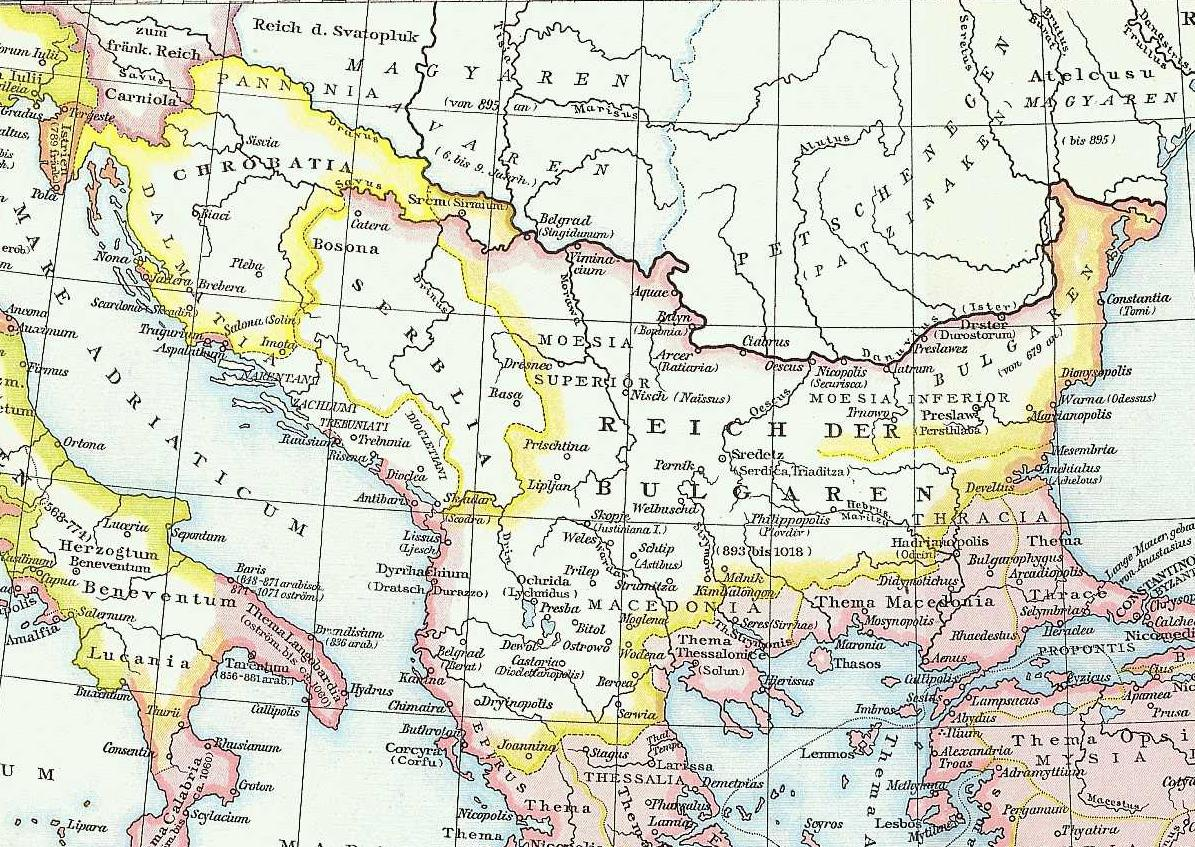
約9世紀時的巴尔干半岛情勢圖

拉多斯拉夫是中世纪前期一位塞爾維亞王公，於9世紀初統治塞爾維亞公國。

## 統治
拉多斯拉夫的父親维谢斯拉夫於8世紀末統治塞爾維亞。拉多斯拉夫繼承了父親的王位，身後將王位傳給自己的兒子普路斯哥耶。
據拜占庭皇帝君士坦丁七世著《帝国行政论》所述，在烏伊謝斯拉夫、拉多斯拉夫和普路斯哥耶三人統治期間，塞爾維亞公國與其鄰國保加爾汗國相安無事。
拉多斯拉夫或其子普路斯哥耶統治期間，正值柳德維特·波薩夫斯基起義挺身對抗法蘭克人。據《法蘭克王家年代記》所述，柳德維特於822年離開根據地錫薩克前往塞爾維亞人所在之處（約位於西波士尼亞）；在同一段落下，《法蘭克王家年代記》並稱塞爾維亞人在這一時期「控制了達爾馬提亞的大部」。不過，美國史家小约翰·范安特卫普·法恩則認為，鑑於拜占庭方面的資料來源僅局限於巴爾幹半島南部海岸，塞爾維亞人事實上可能並不常在此區域出沒，或者僅可能是當地眾多部落中的其中一個小族群。此外，《法蘭克王家年代記》在822年記載中所提到的「達爾馬提亞」作為整體的一部分指稱，其精確意涵也並不得而知。
在拉多斯拉夫統治期間內，自7世紀開始的斯拉夫人基督教化持續進行，至9世紀中期方告一段落。